# Ланівська сільська рада (Перемишлянський район)
| Ланівська сільська рада — колишній орган місцевого самоврядування у Перемишлянському районі Львівської області з адміністративним центром у с. Лани. Історична дата утворення: в 1940 році. Водоймища на території, підпорядкованій даній раді: річка Боберка. Сільській раді підпорядковані населені пункти: - с. Лани - с. Благодатівка - с. Гончарів - с. Любешка - с. Сірники |

## Склад ради
Рада складалася з 16 депутатів та голови.

### Керівний склад ради
| ПІБ                    | Основні відомості                                                 | Дата обрання | Дата звільнення |
| ---------------------- | ----------------------------------------------------------------- | ------------ | --------------- |
| Дяків Софія Григорівна | Сільський голова, 1954 року народження, освіта                    | 26.03.2006   | 31.10.2010      |
| Дяків Софія Григорівна | Сільський голова, 1954 року народження, освіта вища, позапартійна | 31.10.2010   |                 |

Примітка: таблиця складена за даними джерела